# Handhaving Nederland

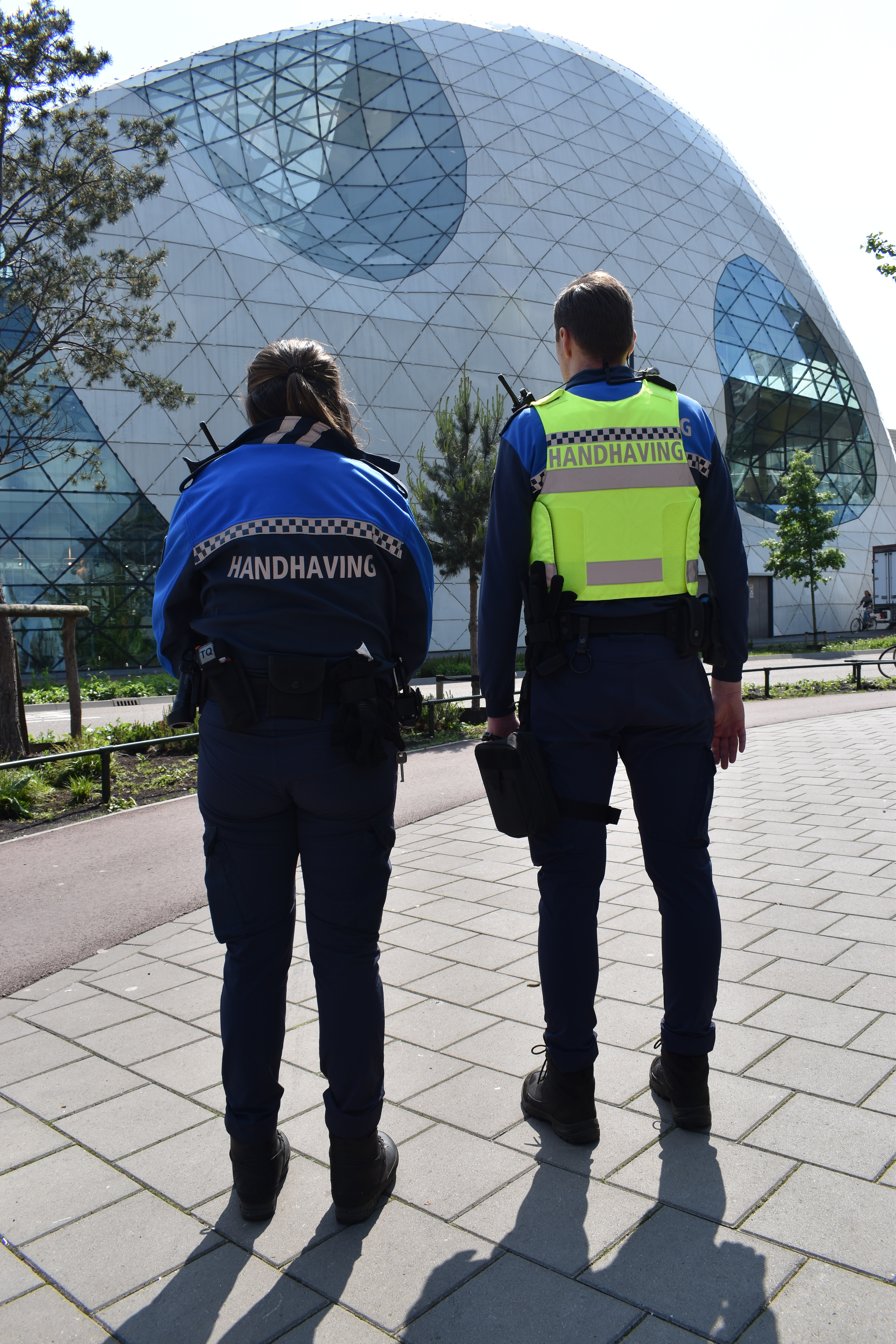
Twee handhavers in uniform

Handhaving Nederland is de landelijke beroepsvereniging voor en door handhavers. Deze is in december 2016 opgericht met als doel het imago van de buitengewoon opsporingsambtenaar (afgekort tot boa) te verbeteren. Naast handhaving geeft de organisatie ook gastlessen op scholen en evenementen.

## Operationele geschiedenis
De handhaving stamt voort uit het stadswacht, dat in de jaren '80 van de vorige eeuw ontstond. Destijds was het doel de mensen laten wennen aan het arbeidsritme om ze klaar te maken voor het 'echte' werk. In de loop der jaren werd stadswacht een echt beroep en stroomden de verschillende afdelingen samen in gemeentelijke organisaties. Deze staan nu bekend onder de namen: Stadstoezicht of handhavers, in de functie van buitengewoon opsporingsambtenaar.

### Incidenten
Handhavers worden vaak fysiek en of mentaal aangevallen. Onder andere scheldpartijen en het slopen van voertuigen komt voor. Dit kwam volgens de boa's zelf doordat ze geen verdedigingsmiddelen bij zich dragen. In 2020 ontstond bij de boa's de eis om het dragen van een wapenstok en pepperspray mogelijk te maken. Door een geweldsincident waarbij twee boa's gewond raakten, nam de discussie omtrent verdediging middelen voor boa's toe. Door middel van protesten en stakingen probeerde Handhaving Nederland aandacht voor hun standpunt te krijgen. Minister Grapperhaus van Justitie en Veiligheid wilde de eis niet inwilligen, maar was voor bodycams en een alarmknop. Toch zijn er in meer dan tien gemeenten boa's die met een wapenstok en of pepperspray de straat op mogen.

## Opleiding
Omdat de handhaving in Nederland voor 2016 niet als landelijke organisatie fungeerde, waren er verschillende opleidingen die men kon volgen om zo boa te worden. Anders dan de Nationale Politie kan de opleiding tot buitengewoon opsporingsambtenaar op een MBO-school gevolgd worden. Opleidingen zijn:
| Opleiding  | Duur     | Soort                | Notities |
| ---------- | -------- | -------------------- | --- |
| HTV        | 2,5 jaar | Volledige scholing   | Vanwege de volledige scholing wordt een boa met een HTV-opleiding de 5-jarige cursus kwijtgescholden.                      |
| BOA curcus | -        | Onvolledige scholing | Deze opleiding duurt minder lang, maar in de eerste vijf jaar moet de boa door middel van cursussen het HTV-diploma halen. |

## Insigne
Het insigne van de handhaving bestaat uit een hand. Deze houdt een scepter en tegelijkertijd een schild vast. De scepter staat voor de opsporingsbevoegdheid en het schild voor de beschermende taak van de handhaving.

## Taken en bevoegdheden
De bevoegdheden van een handhaver zijn over het algemeen verschillend, omdat de handhaving veelal door de gemeente taken krijgt toegewezen.
De Handhaving hanteert zes domeinen waarin handhavers hun taak vervullen:
1. Openbare ruimte
2. Milieu, welzijn en infrastructuur
3. Onderwijs
4. Openbaar vervoer
5. Werk, inkomen en zorg
6. Generieke oplossing

Binnen deze domeinen heeft elke afdeling handhavers weer een eigen taak en eigen toegestane bevoegdheden.

### 1. Openbare ruimte
| Taak | Speciale bevoegdheid | Mogelijke verdediging                  |
| --- | --- | -------------------------------------- |
| - Afhandelen meldingen. - Parkeercontrole - Jeugdoverlast - Drank- en drugsoverlast - Bestrijding van heling en ondermijning - Handhaven van plaatselijke verordeningen | - Personen staande houden - Personen aanhouden - Opmaken van een proces-verbaal. - Iedere plaats betreden - Zaken in beslag nemen | - Handboeien - Wapenstok - Pepperspray |

### 2. Milieu, welzijn en infrastructuur
| Taak | Speciale bevoegdheid | Mogelijke verdediging                                                 |
| --- | --- | --------------------------------------------------------------------- |
| - Boswachters - Bouw en woningtoezicht - Milieu-inspecteurs - Handhavers op het water - Rijkswaterstaat - Voedsel- en Warenautoriteit | - Personen staande houden - Personen aanhouden - Opmaken van een proces-verbaal - Iedere plaats betreden - Zaken in beslag nemen | - Handboeien - Wapenstok - Pepperspray - Vuurwapen - Surveillancehond |

BOA's vallend in domein 2 hebben geen landelijk uniform en kunnen zich desgevraagd legitimeren.

### 3. Onderwijs
| Taak                   | Speciale bevoegdheid | Mogelijke verdediging |
| ---------------------- | --- | --------------------- |
| - Leerplichtambtenaren | - Personen staande houden - Personen aanhouden - Opmaken van een proces-verbaal. - Iedere plaats betreden - Zaken in beslag nemen | -                     |

Ook boa's in domein 3 hebben geen landelijk uniform, maar moeten zich wél legitimeren.

### 4. Openbaar Vervoer
| Taak | Speciale bevoegdheid | Mogelijke verdediging    |
| --- | --- | ------------------------ |
| - Handhaven van huisregels - Kaartcontrole - Controle op rangeerterreinen - Openbare orde in en om het OV | - Personen staande houden - Personen aanhouden - Opmaken van een proces-verbaal. - Iedere plaats betreden - Zaken in beslag nemen | - Handboeien - Wapenstok |

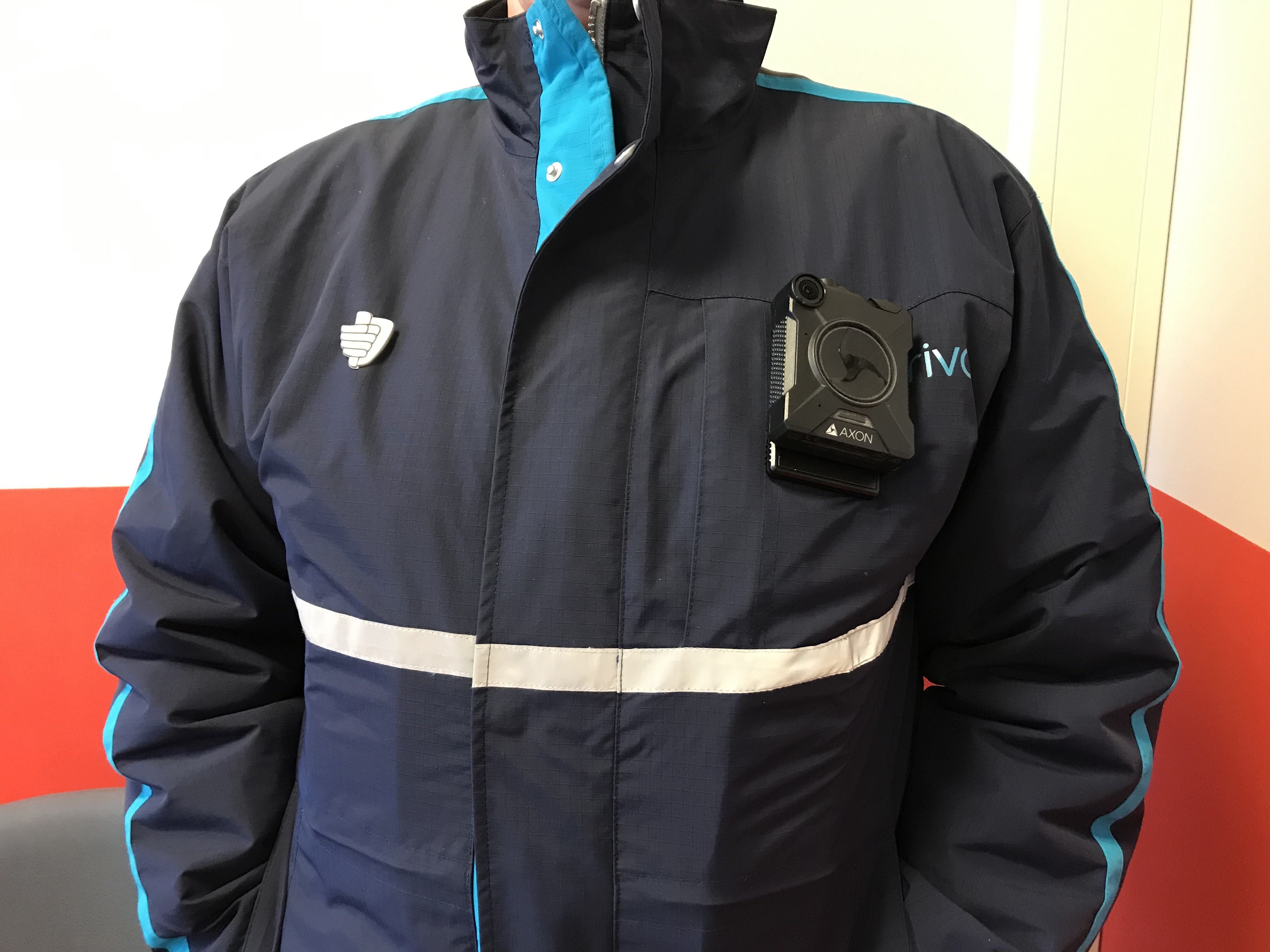
Uniform BOA, Arriva

Ook boa's binnen domein 4 hebben geen landelijk uniform, maar dragen het handhavingslogo op hun uniform van het bedrijf waarvoor ze in dienst zijn.

### 5. Werk, inkomen en zorg
| Taak                                                                                 | Speciale bevoegdheid | Mogelijke verdediging |
| ------------------------------------------------------------------------------------ | --- | --------------------- |
| - Opsporen uitkeringsfraude - Opsporen misstanden zorg - Opsporen bedrijfsongevallen | - Personen staande houden - Personen aanhouden - Opmaken van een proces-verbaal. - Iedere plaats betreden - Zaken in beslag nemen | -                     |

Boa's van werk, inkomen en zorg dragen geen uniform en moeten zich legitimeren.

### 6. Generieke oplossing
| Taak                                                                 | Speciale bevoegdheid | Mogelijke verdediging                                                 |
| -------------------------------------------------------------------- | --- | --------------------------------------------------------------------- |
| - Arrestantenzorg - Rijksrecherche - Douane - Justitie (DV&O) - BB&V | - Personen staande houden - Personen aanhouden - Opmaken van een proces-verbaal. - Iedere plaats betreden - Zaken in beslag nemen | - Handboeien - Wapenstok - Pepperspray - Vuurwapen - Surveillancehond |

Boa's van domein 6 dragen het uniform van hun werkgever.

## Voertuigen
De handhaving heeft een breed wagenpark. Naast patrouilleauto's en busjes voor gevangentransport beschikt de handhaving sinds een aantal jaar over een aantal scanauto's. Deze auto's zijn uitgerust met een unit waarin camera's kentekens controleren. Als blijkt dat de auto geen parkeergeld heeft betaald, wordt er een handhaver te voet heen gestuurd en wordt deze beboet. In veel gemeentes delen de handhavers vanuit de scanauto rechtstreeks boetes uit.

## Striping
Sinds 1 juli 2022 is er een officiële landelijke voertuigstriping. Tot dan toe waren er sinds 2012 verschillende versies in omloop. Deze werden herzien en geüpdatet naar de veiligheidsnormen van 2022. Veiligheid, naast herkenbaarheid, stond daarbij centraal. De striping is een gedeponeerd beeldmerk en mag niet zonder toestemming worden gebruikt. Toestemming komt toe aan gemeenten.
| Voertuig             | Soort                             |
| -------------------- | --------------------------------- |
| Renault Zoë          | Patrouilleauto                    |
| Mitsubishi Outlander | Patrouilleauto                    |
| Nissan Leaf          | Patrouilleauto                    |
| Hyundai Kona         | Patrouilleauto                    |
| Ford Transit Connect | Patrouilleauto, gevangentransport |
| Ford Transit Custom  | Patrouilleauto, gevangentransport |
| Ford Focus           | Patrouilleauto                    |
| Fiat 500X            | Patrouilleauto                    |
| Fiat Talento         | Patrouilleauto, gevangentransport |

Naast deze auto's zijn er meerdere merken die de handhaving in zijn wagenpark hanteert, waaronder Suzuki, VolksWagen, Toyota, Opel, Skoda, KIA, Jeep, en Peugeot